# ژان فرانسوا بالمر
ژان فرانسوا بالمر (انگلیسی: Jean-François Balmer؛ زادهٔ ۱۸ آوریل ۱۹۴۶) یک هنرپیشه اهل سوئیس است.
از فیلم‌ها یا برنامه‌های تلویزیونی که وی در آن نقش داشته است می‌توان به در خانه، هولی موتورز، سوان عاشق، توکیو!، ترس بر فراز شهر، خون دیگران، کلاهبردار، کمدی قدرت، مادام بوواری، پیر بومارشه، جوان خام، بلفگور و لوک خوش‌شانس اشاره کرد.